# Hydrochoerinae
Die Hydrochoerinae sind eine Unterfamilie der Nagetiere innerhalb der Meerschweinchen, die die Capybaras (Gattung Hydrochoerus) und die Gattung Kerodon sowie einige fossile Meerschweinchengattungen umfassen. In einigen Veröffentlichungen werden sie als eigene Familie der Riesennager (Hydrochoeridae) den Meerschweinchen gegenübergestellt.

## Merkmale
Die Hydrochoerinae werden vor allem auf der Basis von Zahnmerkmalen sowie durch molekularbiologische Daten zusammengefasst. Darüber hinaus teilen die beiden Gattungen kaum morphologische Merkmale. Mit den Capybaras beinhaltet das Taxon die größten heute lebenden Nagetiere, die eine Körperlänge von mehr als 1,30 Metern und ein Gewicht von über 80 Kilogramm erreichen können. Die Arten der Gattung Kerodon, das Bergmeerschweinchen und das Klettermeerschweinchen bleiben dagegen mit einer Körperlänge von etwa 30 bis 40 Zentimetern bei einem Gewicht von maximal einem Kilogramm deutlich kleiner.

## Verbreitung
Die Arten der Hydrochoerinae leben in Süd- und Mittelamerika, fossil ist das Taxon auch in Nordamerika nachgewiesen. Während das Capybara den größten Teil Südamerikas besiedelt, sind die anderen rezenten Arten auf deutlich kleinere Verbreitungsgebiete beschränkt.

## Systematik

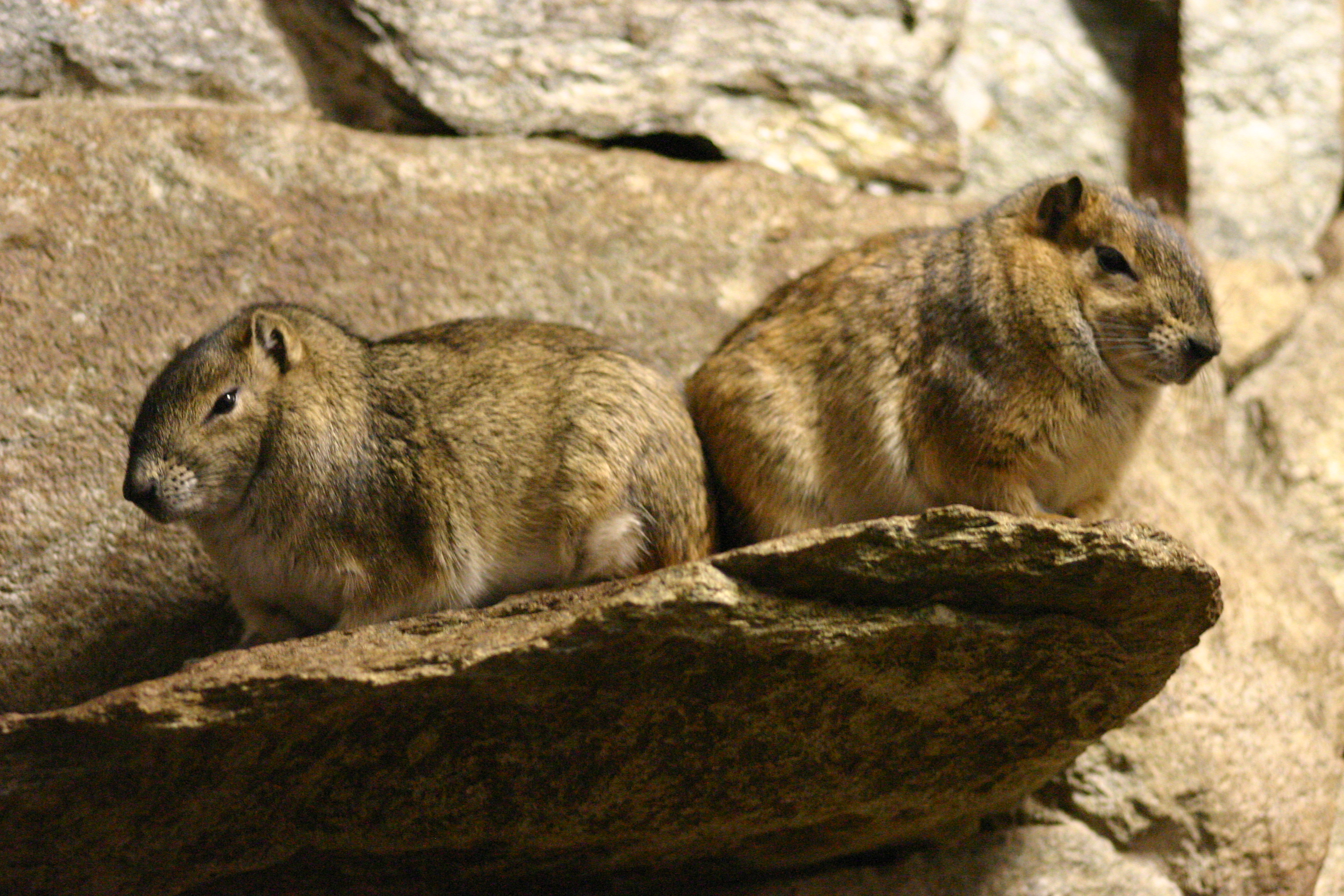
Bergmeerschweinchen (Kerodon rupestris)

Die Capybaras werden oft als einzige rezente Vertreter der Familie der Riesennager (Hydrochoeridae) betrachtet. Genetische Untersuchungen haben jedoch gezeigt, dass das Bergmeerschweinchen enger mit dem Capybara als mit den Eigentlichen Meerschweinchen verwandt ist, wodurch diese zu einer paraphyletischen Gruppe werden. Jüngere Systematiken wie Wilson & Reeder (2005) ordnen die Capybaras deshalb den Meerschweinchen zu und fassen sie gemeinsam mit dem Bergmeerschweinchen in der Unterfamilie der Hydrochoerinae innerhalb der Meerschweinchen (Caviidae) zusammen. Ob die Eigentlichen Meerschweinchen oder die Pampashasen (Dolichotinae) als Schwestergruppe der Hydrochoerinae zu betrachten sind, ist derzeit noch nicht abschließend geklärt und variiert bei den verschiedenen Autoren. Nach Rowe & Honeycutt 2002 werden die Dolichotinae und die Hydrochoerinae zusammengefasst, dem folgen auch Vucetich et al. 2012, während Pérez & Vucetich 2011 die Hydrochoerinae und die Caviinae zusammenfassen.
Die Hydrochoerinae umfassen demnach folgende rezente Gattungen und Arten:
- Gattung Capybaras (Hydrochoerus)
  - Capybara (Hydrochoerus hydrochaeris)
  - Panama-Capybara (Hydrochoerus isthmius)
- Gattung Kerodon
  - Bergmeerschweinchen (Kerodon rupestris)
  - Klettermeerschweinchen (Kerodon acrobata)

Darüber hinaus werden mehrere fossile Gattungen den Hydrochoerinae bzw. den Hydrochoeridae zugeordnet, darunter die Gattungen Phugatherium und Cardiomys. Vertreter der Hydrochoerinae sind seit dem späten Pliozän und dem Pleistozän nachgewiesen, wobei die Verbreitung teilweise bis nach Nordamerika reichte.
Innerhalb der Nagetiere werden sie zur Überfamilie der Meerschweinchenartigen (Cavioidea) gerechnet, zu welchen noch die Agutis und Acouchis (Dasyproctidae), die Pakas (Cuniculidae) und die Pakarana (Dinomyidae) gehören.

## Belege
1. ↑  James L. Patton: Genus Hydrochoerus Brisson, 1762 In: James L. Patton, Ulyses F.J. Pardinas, Guillermo D’Elía (Hrsg.): Mammals of South America, Volume 2 - Rodents. The University of Chicago Press, Chicago 2015; S. 720–721. ISBN 978-0-226-16957-6.
2. ↑  James L. Patton: Genus Kerodon F. Cuvier, 1823 In: James L. Patton, Ulyses F.J. Pardinas, Guillermo D’Elía (Hrsg.): Mammals of South America, Volume 2 - Rodents. The University of Chicago Press, Chicago 2015; S. 724–725. ISBN 978-0-226-16957-6.
3. 1 2 3  Diane L. Rowe, Rodney L. Honeycutt: Phylogenetic Relationships, Ecological Correlates, and Molecular Evolution Within the Cavioidea (Mammalia, Rodentia). Molecular Biology and Evolution 19 (3), 2002; S. 263–277. (Volltext)
4. ↑  Alvaro Mones, Juhani Ojasti: Hydrochoerus hydrochaeris. in: Mammalian Species. Nr. 264, 1986, ISSN 0076-3519, S. 1–7, online (PF; 850 kB; PDF) (Memento des Originals vom 12. April 2016 im Internet Archive)  Info: Der Archivlink wurde automatisch eingesetzt und noch nicht geprüft. Bitte prüfe Original- und Archivlink gemäß Anleitung und entferne dann diesen Hinweis..
5. 1 2   Hydrochoerinae (Memento des Originals vom 3. Januar 2016 im Internet Archive)  Info: Der Archivlink wurde automatisch eingesetzt und noch nicht geprüft. Bitte prüfe Original- und Archivlink gemäß Anleitung und entferne dann diesen Hinweis.. In: Don E. Wilson, DeeAnn M. Reeder (Hrsg.): Mammal Species of the World. A taxonomic and geographic Reference. 2 Bände. 3. Auflage. Johns Hopkins University Press, Baltimore MD 2005, ISBN 0-8018-8221-4.
6. 1 2 3  James L. Patton: Subfamily Hydrochoerinae Gray, 1825 In: James L. Patton, Ulyses F.J. Pardinas, Guillermo D’Elía (Hrsg.): Mammals of South America, Volume 2 - Rodents. The University of Chicago Press, Chicago 2015; S. 720. ISBN 978-0-226-16957-6.
7. ↑  María Guiomar Vucetich, Cecilia M. Deschamps, María E. Pérez: Paleontology, Evolution and Systematics of Capybara. In: José Roberto Moreira, Katia Maria P.M.B. Ferraz, Emilio A. Herrera, David W. Macdonald (Hrsg.): Capybara. Biology, Use and Conservation of an Exceptional Neotropical Species. Springer Science & Business Media 2012; S. 39–59. ISBN 978-1-4614-3999-8.
8. 1 2  María Encarnación Pérez, María Guiomar Vucetich: A New Extinct Genus of Cavioidea (Rodentia, Hystricognathi) from the Miocene of Patagonia (Argentina) and the Evolution of Cavioid Mandibular Morphology. Journal of Mammalian Evolution 18 (3), September 2011; S. 163–183. doi:10.1007/s10914-011-9154-1.